# Deen
Deen (nacido Fuad Backović, el 12 de abril de 1982 en Sarajevo, Bosnia & Herzegovina) es un cantante bosnio. Su apodo Deen está basado en el término árabe "Dīn" que significa "forma de vida".

## Biografía
Su carrera empezó cuando tenía 12 años, edad en la cual grabó su primera canción, grabada en un estudio llamado Studio Number 1 de la RTBiH. En 1997, Deen, se convirtió en el líder de una boy band bosnia llamada Seven Up. La banda lanzó dos álbumes: Otvori oči(abre tus ojos) y Seven(siete) en 1998 y 2000 respectivamente. La banda obtuvo cierto éxito en Bosnia y Herzegovina, Croacia, Montenegro y Serbia. En 1998, Deen recibió una propuesta para unirse a un coro de ópera con el cual actuó en el Teatro Nacional de Bosnia y Herzegovina interpretando la ópera Carmina Burana.
Deen ha sido alabado por sus habilidades vocales de algunos famosos cantantes como Davor Popović, Kemal Monteno o Hari Varešanović entre otros.
Deen ha grabado un dueto con la famosa cantante croata Vlatka Pokos. Actualmente, Deen estudia económicas en la universidad de Sarajevo.

## Eurovisión
Deen participó en el Festival de Eurovisión en 2004 representando a Bosnia y Herzegovina con la canción In the disco con la que consiguió el noveno lugar con 91 puntos.
Deen participó en el Festival de Eurovisión de 2016 donde se quedó a las puertas de la final junto a Dalal, Ana Rucner y Jala, con la canción «Ljubav je», consiguiendo un 11º puesto y 106 puntos en su semifinal.

## Discografía

### Álbumes
- Otvori oči (1998), con Seven Up
- Seven (2000), con Seven Up
- Ja sam vjetar zaljubljeni (2002)
- In the Disco (2004)
- Anđeo sa greškom (2005)

### Singles
- "Poljubi me" (2002)
- "Taxi" (2003)
- "In the Disco" (2004)
- "Anđeo sa greškom" (2005)